# Calah Lane
Calah Francine Lane (Irving, Texas, 20 de abril de 2009) es una actriz y cantante estadounidense.

## Biografía
Calah comenzó a interesarse por la actuación cuando tenía 4 años.
Tuvo papeles menores en comerciales, cortometrajes y episodios de series de televisión, antes de ser elegida como la joven Laurel en el drama televisivo This Is Us (2021). Su gran avance fue el papel del personaje principal Noodle junto a Timothée Chalamet en Wonka (2023), dirigida por Paul King. Por esto fue nominada al premio Critics' Choice Award como Mejor Actor/Actriz Joven. y para un premio NAACP Image Awards por actuación juvenil sobresaliente en una película. En agosto de 2024, Calah Lane lanzó su sencillo musical "Otherside" en todas las plataformas principales.

## Filmografía

### Películas
| Año  | Título             | Role   | Notas |
| ---- | ------------------ | ------ | ----- |
| 2019 | The Day Shall Come | Rosa   |       |
| 2023 | Wonka              | Noodle |       |

### Cortometrajes
| Año  | Título            | Role          | Notas |
| ---- | ----------------- | ------------- | ----- |
| 2016 | Please            | Nadia joven   |       |
| 2016 | Henry Chicken Leg | Lexion        |       |
| 2017 | All That Matters  | Cameron       |       |
| 2017 | Bad Things        | Sue Ellen     |       |
| 2018 | One in Five       | Yana Williams |       |
| 2020 | Junebug           | Junie joven   |       |

### Series de televisión
| Año  | Título         | Role                 | Notas       |
| ---- | -------------- | -------------------- | ----------- |
| 2018 | Kidding        | Hija de Denny        | 3 episodios |
| 2021 | This Is Us     | Laurel joven         | 1 episodio  |
| 2021 | Family Reunion | Jersey               | 1 episodio  |
| 2023 | Firebuds       | Jazzy (voz de canto) | 2 episodios |